# Luise Stange
Luise Stange (geboren 6. Mai 1926 in Göttingen; gestorben 2023) war eine deutsche Biologin und Professorin.

## Leben
Luise Stange studierte Naturwissenschaften von 1943 bis 1944 in Göttingen und von 1946 bis 1950 in Freiburg. 1950 promovierte sie an der Albert-Ludwigs-Universität Freiburg über den Einfluß von Begleitfaktoren auf die mutationsauslösende Wirkung der Röntgenstrahlen. Von 1950 bis 1952 arbeitete sie als Wissenschaftliche Assistentin am Institut für Zuckerrübenforschung in Göttingen. Zwischen 1952 und 1957 war sie Wissenschaftliche Assistentin am Institut für Entwicklungsphysiologie in Köln. 1957 habilitierte sie und arbeitete bis 1963 zuerst als Privatdozentin und ab 1959 als beamtete Dozentin für Allgemeine Entwicklungsphysiologie und Entwicklungsphysiologie der Pflanzen in Köln.
Sie wechselte nach Hannover und war von 1964 bis 1973 Wissenschaftliche Rätin und Professorin für Physiologie der Pflanzen an der Universität Hannover. 1967/68 war sie erstes weibliches Mitglied des Senats dieser Hochschule.
Vom Wintersemester 1973 bis zu ihrer Emeritierung 1993 war sie Universitätsprofessorin für Pflanzenphysiologie an der 1971 gegründeten Gesamthochschule / Universität Kassel und am Aufbau des Fachbereichs Biologie beteiligt.
Eine andere Quelle weist sie von 1963 bis 1965 als Wissenschaftliche Rätin und Professorin für Allgemeine Entwicklungsphysiologie und Entwicklungsphysiologie der Pflanzen weiterhin in Köln aus, wo sie dann ab 1965 als außerplanmäßige Professorin für Allgemeine Entwicklungsphysiologie und Entwicklungsphysiologie der Pflanzen tätig gewesen sein soll.

## Veröffentlichungen (Auswahl)
Monografien
- Untersuchungen über den Einfluß von Begleitfaktoren auf die mutationsauslösende Wirkung der Röntgenstrahlen. Dissertation, Universität Freiburg, 1950.
- zusammen mit Hans F. Linskens: Praktikum der Papierchromatographie. Anleitung zu Übungen in der papierchromatographischen Untersuchung pflanzlicher Inhaltsstoffe. Springer, Berlin u. a. 1961.

Aufsätze
- Zur Frage nach dem Einfluss der Temperatur bei der Auslösung von Chromosomenmutationen in der Meiosis durch Röntgenstrahlen. In: Zeitschrift für Induktive Abstammungs- und Vererbungslehre. 87, 1956, S. 431–438.
- Kohlenhydrate. In: Papierchromatographie in der Botanik. Hrsg. von U. Beiss u. a. 2. Auflage, Springer, Berlin, Heidelberg 1959, S. 81–110.
- Die Abhängigkeit der Regenerationsvorgänge bei Riella von der Dauer und dem Zeitpunkt der Photosynthese. In: Zeitschrift für Botanik. 48, 1960, S. 143–152.
- Zusammen mit Martha Kirk u. a.: 14 CO2 incorporation into the nucleic acids of synchronously growing chlorella cells. In: Biochimica et Biophysica Acta. 61, 1962, S. 681–695.
- Plant Cell Differentiation. In: Annual Review of Plant Physiology. 16, 1965. S. 119–140.
- Zusammen mit Horst Kleinkauf: Der Zeitpunkt der DNS-Synthese bei der Embryonalisierung von Zellen des Lebermooses Riella in bezug auf RNS-Synthese und Kernteilung. In: Planta. 80, 1968, S. 280–287.
- Zusammen mit Rüdiger Grotha: Ausmaß und räumliche Verteilung der nucleolären RNS-Synthese in Gewebefragmenten von Riella nach Blockierung der DNS-Synthese. In: Planta. 86, 1969, S. 324–333.
- Meristem differentiation in Riella helicophylla (Bory et Mont.) Mont. under the influence of auxin or antiauxin. In: Planta. 135, 1977, S. 289–295.
- Reversible blockage of the cell cycle in the meristem of Riella helicophylla (Bory et Mont.) Mont. by p-chlorophenoxyisobutyric acid (PCIB). In: Planta. 145, 1979, S. 347–350.
- Cell Cycle, Cell Expansion and Polarity During Morphogenesis of Appendicular Structures in Riella helicophylla. In: Zeitschrift für Pflanzenphysiologie. 112, 1983, S. 325–335.
- Zusammen mit Daphne J. Osborne: Cell specificity in auxin- and ethylene-induced 'supergrowth' in Riella helicophylla. In: Planta. Band 175, Nr. 3, 1988, S. 341–347, JSTOR:23379289.